# Atanycolus denigrator
Atanycolus denigrator is een insect dat behoort tot de familie van de schildwespen (Braconidae). De wetenschappelijke naam werd  gepubliceerd door Linnaeus in 1758 in de tiende editie van Systema naturae.